# After Midnight (Blink-182)
After Midnight è una canzone dei blink-182, secondo singolo estratto dal loro sesto album Neighborhoods. Il singolo debutta il 6 settembre sulla radio inglese BBC Radio 1; il 22 ottobre la canzone entra in classifica delle Alternative Songs e raggiunge la posizione 39.

## Video musicale
Le riprese del video sono iniziate il 30 novembre a Tustin in California, sotto la direzione di Isaac Rentz. Mark Hoppus dichiara: "Volevamo qualcosa di diverso da un manipolo di ragazzi che si diverte e che fa festa, volevamo qualcosa di più oscuro, un po' più preoccupante, e lo stile di Isaac ci ha permesso di farlo." La première del video c'è stata il 24 dicembre 2011. Nel video compare l'attrice Valorie Curry.

## Classifiche
| Classifiche (2011/12)     | Posizione massima |
| ------------------------- | ----------------- |
| Stati Uniti               | 88                |
| Stati Uniti (alternative) | 7                 |
| Stati Uniti (rock)        | 20                |